# Anne-François-Victor Le Tonnelier de Breteuil
Anne-François-Victor Le Tonnelier de Breteuil (Parijs, 18 januari 1724 - Saint-Lô, 14 augustus 1794) was een Frans priester. Hij was tussen 1763 en 1794 bisschop van Montauban en was zo de laatste bisschop van het oude bisdom Montauban tot dit in 1808 in nieuwe vorm weer werd opgericht.

## Levensloop
Le Tonnelier de Breteuil werd na zijn priesterwijding in 1752 vicaris-generaal in het bisdom Soissons. Vervolgens werd hij vicaris-generaal in het bisdom Narbonne. In 1762 werd hij gekozen tot nieuwe bisschop van Montauban. Het jaar erop werd hij tot bisschop gewijd. In 1765 gaf hij in zijn bisdom een catechismus uit. Hij schreef ook een herderlijke brief over de gevaren van het ongeloof (Lettre pastorale sur les dangers de l'incrédulité).

### Franse Revolutie
Le Tonnelier de Breteuil was een afgevaardigde van de tweede stand bij de Staten-Generaal samengeroepen door koning Lodewijk XVI van Frankrijk. Nadat de Constitution civile du clergé in 1790 was aangenomen, weigerde hij de eed van trouw af te leggen. Hij vluchtte naar Normandië maar werd daar gevangengenomen. Hij overleed in de gevangenis van Saint-Lô op 27 thermidor van het jaar II.